# El pico 2
El pico 2 és una pel·lícula espanyola de 1984 dirigida per Eloy de la Iglesia. No s'estructura com una continuació dels fets narrats en El pico encara que sí se centra en la vida de Paco -interpretat per José Luis Manzano- després de la mort del seu amic Urko per sobredosi d'heroïna. Aquesta pel·lícula presenta notables diferències com el canvi de l'actor que encarna el pare de Paco, encarnat per José Manuel Cervino a El pico i aquí per Fernando Guillén.
El film, que s'enquadra dins del gènere conegut com a "cinema quinqui", descriu el món marginal espanyol dels anys 1980. Malgrat les crítiques rebudes quant a estil i elegància, el film destaca pel seu cru realisme i la seva implícita crítica social, en especial una dura crítica a la Guàrdia Civil.

## Sinopsi
Paco (José Luis Manzano) es veu embolicat a Bilbao en l'assassinat d'una parella de traficants d'heroïna. Els esforços del seu pare Evaristo Torrecuadrada (Fernando Guillén) per apartar-lo de la droga i ocultar les proves del crim, es revelen inútils quan la premsa cau sobre la notícia. El jove serà detingut, processat i empresonat a la presó de Carabanchel, on experimentarà en carn pròpia el sistema penitenciari, i tornarà a caure en la droga.
Quan recobra la llibertat, gràcies a les maniobres i influències del seu pare, Paco es veurà incapaç de reinserir-se en la vida normal, i preferirà associar-se amb "El Lendakari" (Jaume Valls) un company que ha conegut a la presó, i dedicar-se a la delinqüència. Però la Guàrdia Civil segueix de prop els passos del Lenda i el desenllaç és imminent. El comandant Torrecuadrada demanarà a la superioritat detenir personalment al seu fill.

## Repartiment
- José Luis Manzano - Paco Torrecuadrada
- Fernando Guillén - Evaristo Torrecuadrada
- Lali Espinet - Betty
- Jaume Valls - Imanol Orbea "El Lehendakari"
- José Luis Fernández "Pirri" - El Pirri
- Valentín Paredes - El Tejas
- Gracita Morales - Adela
- Fermín Cabal - Miguel Caballero
- Agustín González - Laureano Alonso
- Rafaela Aparicio - Abuela